# Valdemaro il Giovane
Valdemaro il Giovane (Danimarca, 1209 – Isola di Refsnæs, 28 novembre 1231) fu re di Danimarca insieme al padre dal 1218 fino alla sua morte.
Valdemar era il figlio maggiore e co-sovrano del re Valdemaro II di Danimarca, avuto dalla sua prima moglie, Dagmar di Boemia. Non sopravvisse a suo padre, quindi non regnò autonomamente. A volte è indicato come Valdemaro III; ad esempio la sua lapide recita in latino: Waldemarus Tertius Rex Daniae, Filius Waldemari Secundi "Valdemaro III, re di Danimarca, figlio di Valdemaro II". Ciononostante "Valdemaro III" è il nome con cui più comunemente si denota un re successivo, Valdemaro di Schleswig (1314 – 1364), figlio di Eric II di Schleswig.

## Biografia
Valdemar nacque nel 1209. Era il figlio maggiore del primo matrimonio di suo padre. Sua madre, la regina Dagmar (nata "Margherita"), morì di parto nel 1212, lasciando il marito vedovo con un giovane figlio; era stata molto popolare tra il popolo danese grazie alla sua pietà e gentilezza verso la gente comune.
Il re Valdemar si risposò due anni dopo con Berengaria del Portogallo. Da questo matrimonio Valdemaro il Giovane ottenne quattro fratellastri: Sophie, Eric, Abel e Cristopher. La sua nuova matrigna, secondo la tradizione una donna bella e altezzosa, impopolare e disprezzata dal popolo danese, era in grande contrasto con la madre di Valdemar, Dagmar. Quando Berengaria morì di parto nel 1221, il re Valdemar non si risposò.
A una assemblea dei magnati danesi, che il re Valdemaro organizzò a Samsø nel 1215, tutti accettarono di prestare giuramento a Valdemar il Giovane, e poco dopo fu eletto co-re di Danimarca al landsting di Viborg, una pratica originariamente praticata dai francesi Dinastia dei Capetingi e successivamente in molte monarchie europee. Il Ducato di Schleswig di Valdemar passò al fratello minore Eric.

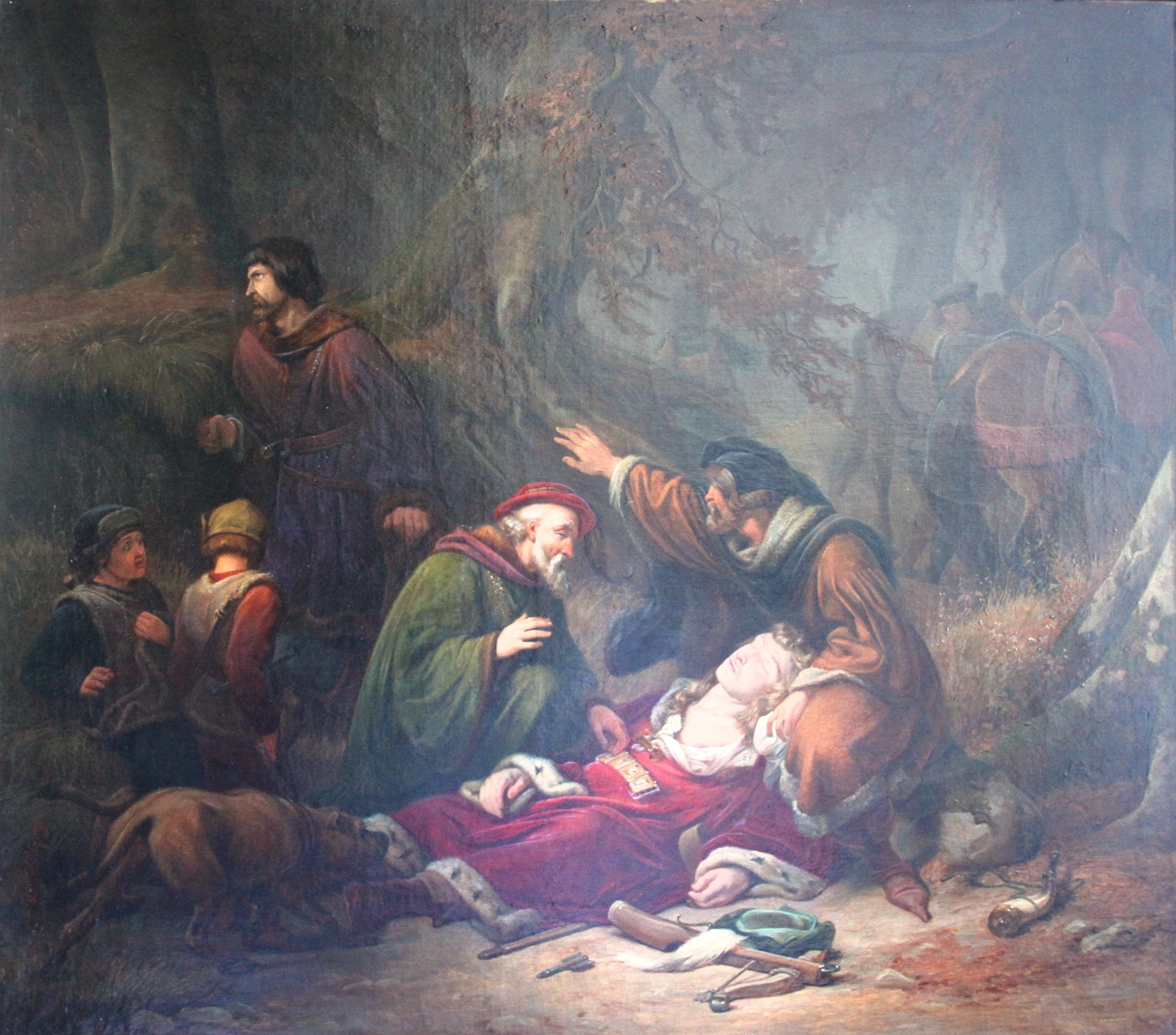
Morte di Valdemaro il Giovane, dipinto del pittore danese Christian Emil Andersen, 1843.

Durante una grande festa nello Schleswig nell'estate del 1218, alla presenza di 15 vescovi e 3 duchi, Valdemaro fu unto e incoronato re minore di Danimarca. Partecipò con suo padre alla sfortunata caccia sull'isola di Lyø nel 1223, dove entrambi i re furono fatti prigionieri dal conte Enrico I di Schwerin e Valdemaro fu imprigionato fino alla Pasqua del 1226. Il conte Enrico chiedeva che la Danimarca cedesse i territori conquistati nell'Holstein 20 anni prima e diventasse un vassallo del Sacro Romano Impero perché padre e figlio fossero liberati. Gli inviati danesi rifiutarono questi termini e la Danimarca dichiarò guerra. Mentre i re erano in prigione, la maggior parte dei territori tedeschi si staccò dalla Danimarca. La guerra si concluse con la sconfitta delle truppe danesi sotto il comando di Alberto di Orlamünde a Mölln nel 1225. Per garantire la loro liberazione Valdemaro II dovette riconoscere i territori separatisi alla Germania, pagare 44.000 marchi d'argento, firmare una promessa di non vendicarsi sul conte Enrico e manda invece suo figlio Erik in prigione.
Il 24 giugno 1229, il giovane re sposò Eleonora di Portogallo, figlia di Alfonso II del Portogallo, a Ribe. Il matrimonio era stato organizzato dal vescovo Gunner di Viborg che la coppia amava come un padre. Erano sposati da due anni quando la regina Eleonora morì di parto il 28 agosto 1231. Il bambino ebbe vita breve.
Il 28 novembre 1231, Valdemaro il Giovane fu colpito accidentalmente durante la caccia a Refsnæs, vicino a Kalundborg. Morì lo stesso giorno. Valdemaro era elogiato per la sua mitezza e gentilezza verso tutti ed era molto popolare; l'elegia latina, che un chierico scrisse quando i re furono catturati, lo cita con le migliori parole di lode. Quando fu ucciso fu un dolore tremendo per il paese. Fu sepolto nella Chiesa di San Benedetto a Ringsted accanto a sua moglie, la regina Eleonora. Suo padre nominò poi il suo fratellastro minore Eric suo coregnante. Il re Valdemaro II morì dieci anni dopo e gli successe Eric.

## Ascendenza
|                           |                        |                             | Genitori                 |  |  | Nonni |  |  | Bisnonni      |  |  | Trisnonni           |  |
|                           |                        |                             |                          |  |  |       |  |  | Canuto Lavard |  |  | Eric I di Danimarca |  |
|                           |                        |                             |                          |  |  |       |  |  | Canuto Lavard |  |  | Eric I di Danimarca |  |
|                           |                        | Bodil Thurgotsdatter        |                          |  |  |       |  |  | Canuto Lavard |  |  |                     |  |
| Valdemaro I di Danimarca  |                        |                             |                          |  |  |       |  |  | Canuto Lavard |  |  |                     |  |
|                           |                        | Ingeborg Mstislavna di Kiev | Mstislav I di Kiev       |  |  |       |  |  |               |  |  |                     |  |
|                           |                        | Ingeborg Mstislavna di Kiev | Mstislav I di Kiev       |  |  |       |  |  |               |  |  |                     |  |
|                           |                        | Ingeborg Mstislavna di Kiev | Cristina Ingesdotter     |  |  |       |  |  |               |  |  |                     |  |
| Valdemaro II di Danimarca |                        | Ingeborg Mstislavna di Kiev |                          |  |  |       |  |  |               |  |  |                     |  |
|                           |                        | Volodar Glebovič            | Gleb Vseslavič           |  |  |       |  |  |               |  |  |                     |  |
|                           |                        | Volodar Glebovič            | Gleb Vseslavič           |  |  |       |  |  |               |  |  |                     |  |
|                           |                        | Volodar Glebovič            | Anastasija Jaropolkovna  |  |  |       |  |  |               |  |  |                     |  |
| Sofia di Minsk            |                        | Volodar Glebovič            |                          |  |  |       |  |  |               |  |  |                     |  |
|                           |                        | Richenza di Polonia         | …                        |  |  |       |  |  |               |  |  |                     |  |
|                           |                        | Richenza di Polonia         | …                        |  |  |       |  |  |               |  |  |                     |  |
|                           |                        | Richenza di Polonia         | …                        |  |  |       |  |  |               |  |  |                     |  |
| Valdemaro il Giovane      |                        | Richenza di Polonia         |                          |  |  |       |  |  |               |  |  |                     |  |
|                           | Vladislao II di Boemia | Vladislao I di Boemia       |                          |  |  |       |  |  |               |  |  |                     |  |
|                           | Vladislao II di Boemia | Vladislao I di Boemia       |                          |  |  |       |  |  |               |  |  |                     |  |
|                           | Vladislao II di Boemia | Richeza di Berg             |                          |  |  |       |  |  |               |  |  |                     |  |
| Ottocaro I di Boemia      | Vladislao II di Boemia |                             |                          |  |  |       |  |  |               |  |  |                     |  |
|                           |                        | Giuditta di Turingia        | Ludovico I di Turingia   |  |  |       |  |  |               |  |  |                     |  |
|                           |                        | Giuditta di Turingia        | Ludovico I di Turingia   |  |  |       |  |  |               |  |  |                     |  |
|                           |                        | Giuditta di Turingia        | Edvige di Gudensberg     |  |  |       |  |  |               |  |  |                     |  |
| Dagmar di Boemia          |                        | Giuditta di Turingia        |                          |  |  |       |  |  |               |  |  |                     |  |
|                           |                        | Ottone II di Meißen         | Corrado di Meißen        |  |  |       |  |  |               |  |  |                     |  |
|                           |                        | Ottone II di Meißen         | Corrado di Meißen        |  |  |       |  |  |               |  |  |                     |  |
|                           |                        | Ottone II di Meißen         | Liutgarda di Elchingen   |  |  |       |  |  |               |  |  |                     |  |
| Adelaide di Meißen        |                        | Ottone II di Meißen         |                          |  |  |       |  |  |               |  |  |                     |  |
|                           |                        | Edvige di Brandeburgo       | Alberto I di Brandeburgo |  |  |       |  |  |               |  |  |                     |  |
|                           |                        | Edvige di Brandeburgo       | Alberto I di Brandeburgo |  |  |       |  |  |               |  |  |                     |  |
|                           |                        | Edvige di Brandeburgo       | Sofia di Winzenburg      |  |  |       |  |  |               |  |  |                     |  |
|                           |                        | Edvige di Brandeburgo       |                          |  |  |       |  |  |               |  |  |                     |  |